# Route 91A (Colombie-Britannique)
La Route 91A est une route de 3 km (1,9 mi) agissant comme voie collectrice de la route 91. Elle relie cette route à la ville de New Westminster, donnant accès à la frontière canado-américaine de manière plus directe.

## Intersections majeures
| District régional | Ville           | km        | Destinations                                               | Notes                                                                           |
| ----------------- | --------------- | --------- | ---------------------------------------------------------- | ------------------------------------------------------------------------------- |
| Metro Vancouver   | Richmond        | 0,00      | BC-91 – Richmond, Vancouver, Delta, Surrey                 | Sortie 10 de la BC-91                                                           |
| Metro Vancouver   | New Westminster | 1,99      | Howes Street                                               |                                                                                 |
| Metro Vancouver   | New Westminster | 2,73–3,99 | Pont Queensborough au-dessus du bras nord du fleuve Fraser | Pont Queensborough au-dessus du bras nord du fleuve Fraser                      |
| Metro Vancouver   | New Westminster | 3,39      | Marine Way / Stewardson Way – Burnaby                      |                                                                                 |
| Metro Vancouver   | New Westminster | 3,39      | 6th Avenue vers 20th Street                                | Sortie direction nord seulement; pas d'accès depuis Stewardson Way / Marine Way |
| Metro Vancouver   | New Westminster | 3,39      | 23rd Street nord                                           | Sortie direction nord seulement                                                 |
| - Accès incomplet |                 |           |                                                            |                                                                                 |